# 雅各布·貝塔隆
雅各布·貝塔隆（英語：Jacob Batalon，1996年10月9日—），美国男演员。2016年出道，他最知名角色是漫威電影《蜘蛛人：返校日》（2017年）、《復仇者聯盟3：無限之戰》（2018年）、《復仇者聯盟4：終局之戰》（2019年）、《蜘蛛人：離家日》（2019年）以及《蜘蛛人：無家日》（2021年）中的彼得·帕克的好友和同学奈德·利茲。

## 早年生活
雅各布·贝塔隆于1996年10月9日出生于夏威夷州檀香山，父母是菲律宾邦阿西楠省移民比利·贝塔隆和万吉·安德烈斯。巴塔隆有七个半兄弟姐妹：母系这边一个兄弟和一个姐妹，父系这边有三个兄弟和两个姐妹。他的母亲经常陪他参加试镜。在《吸血鬼雷金纳德》的一集中，贝塔隆用伊洛卡诺语追溯了他的真实生活遗产，甚至用“安德烈斯”作为雷金纳德的名字来纪念他的母亲万吉。
从圣安东尼私立天主教学校毕业后，他去了达米安纪念学校，然后进入卡皮奥拉尼社区学院学习音乐理论，但后来辍学。然后他花了两年时间在纽约戏剧艺术学院学习表演。

## 演艺生涯
贝塔隆在2016年的电影《北方之森》中首次亮相。
作为漫威电影宇宙的一部分，他首次在《蜘蛛侠：英雄归来》（2017）中饰演彼得·帕克最好的朋友内德·利兹。这是贝塔隆的第一个重要角色。他在《复仇者联盟：无限战争》（2018）、《复仇者联盟：终局之战》、《蜘蛛侠：英雄远征》（2019）和《蜘蛛侠：英雄无归》（2021）中再次扮演了这个角色。
2018年，贝塔隆在青年电影《天天》中扮演了灵魂A居住的身体之一。
2021年，贝塔隆在Syfy的戏剧系列《吸血鬼雷金纳德》中饰演名义上的雷金纳德。

## 个人生活
2021年，他因在《蜘蛛侠：英雄无归》中的角色减掉了102磅（46公斤）。

## 作品列表

### 電影
| 年份 | 標題                      | 角色         | 附註 |
| ---- | ------------------------- | ------------ | ---- |
| 2017 | North Woods               | Cooper       |      |
| 2017 | 《蜘蛛人：返校日》        | 奈德·利茲    |      |
| 2018 | 《每一天》                | James        |      |
| 2018 | 《血祭歐買尬》            | Krill        |      |
| 2018 | 《香蕉船》                | Jacob        |      |
| 2018 | 《復仇者聯盟3：無限之戰》 | 奈德·利茲    | 客串 |
| 2019 | 《復仇者聯盟4：終局之戰》 | 奈德·利茲    | 客串 |
| 2019 | 《蜘蛛人：離家日》        | 奈德·利茲    |      |
| 2019 | The True Don Quixote      | 桑丘·潘薩    |      |
| 2019 | 《大雪紛飛》              | Keon         |      |
| 2021 | 《蜘蛛人：無家日》        | 奈德·利茲    |      |
| 2023 | 《人生萬萬想不到》        | Gene         |      |
| 2024 | 《絕命塔羅牌》            | Paxton       |      |
| 2025 | 《無痛先生》              | Roscoe Dixon |      |

### 電視
| 年份  | 標題               | 角色     | 附註 |
| ----- | ------------------ | -------- | ---- |
| 2019  | 《泡泡幫》         | Need     | 1集  |
| 2020  | Day by Day         | Lucas    | 1集  |
| 2020  | 《惊悚50州》       | Simon    | 1集  |
| 2022– | 《吸血鬼雷吉纳德》 | Reginald |      |